# Dabancheng
| Uigurische Bezeichnung          | Uigurische Bezeichnung |
| ------------------------------- | ---------------------- |
| Arabisch-Persisch (Kona Yeziⱪ): | داۋانچىڭ رايونى        |
| Lateinisch (Yengi Yeziⱪ):       | Dawanqing Rayoni       |
| Chinesische Bezeichnung         |                        |
| Kurzzeichen:                    | 达坂城区               |
| Umschrift in Pinyin:            | Dábǎnchéng Qū          |

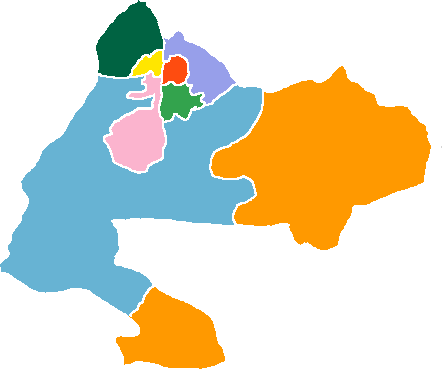
Lage von Dabancheng im Gebiet der Stadt Ürümqi

Dabancheng ist ein Stadtbezirk der bezirksfreien Stadt Ürümqi im Uigurischen Autonomen Gebiet Xinjiang der Volksrepublik China. Er hat eine Fläche von 4.759 km² und zählt 40.657 Einwohner (Stand: Zensus 2010).

## Administrative Gliederung
Dabancheng setzt sich auf Gemeindeebene aus drei Straßenvierteln, einer Großgemeinde, drei Gemeinden und einem Verwaltungskomitee zusammen. Diese sind:
- Straßenviertel Ewirgou (艾维尔沟街道)
- Straßenviertel Ulanbay (乌拉泊街道)
- Straßenviertel Yanhu (盐湖街道)
- Großgemeinde Dabancheng (达坂城镇)
- Gemeinde Aksu (阿克苏乡)
- Gemeinde Donggou (东沟乡)
- Gemeinde Xigou (西沟乡)
- Verwaltungskomitee Chaiwopu (柴窝堡管委会)